# Бижко, Владимир Егорович
Владимир Егорович Бижко (1921—2006) — Гвардии майор Советской Армии, участник Великой Отечественной войны, Герой Советского Союза (1946).

## Биография
Родился 3 апреля 1921 года в селе Загрызово (ныне — Боровский район Харьковской области Украины) в крестьянской семье.
Воспитывался в детском доме, окончил неполную среднюю школу, два курса железнодорожного техникума, аэроклуб в городе Славянске Донецкой области. В 1940 году был призван на службу в Рабоче-крестьянскую Красную Армию. В 1943 году окончил Ворошиловградскую военно-авиационную школу пилотов. С июля 1943 года — на фронтах Великой Отечественной войны. Участвовал в боях на Воронежском, 1-м и 2-м Украинском фронтах. В 1944 году вступил в ВКП(б). Принимал участие в Курской битве, освобождении Украины, битве за Днепр, Киевской, Житомирско-Бердичевской, Львовско-Сандомирской операциях, освобождении Польши и Чехословакии.
К концу войны гвардии лейтенант Владимир Бижко командовал звеном 92-го гвардейского штурмового авиаполка 4-й гвардейской штурмовой авиадивизии 5-го штурмового авиационного корпуса 5-й воздушной армии 2-го Украинского фронта. За время участия в войне Бижко совершил 143 боевых вылета, участвовал в штурмовках железнодорожных эшелонов и скоплений войск противника. Лично уничтожил несколько десятков автомашин, 12 танков, 6 складов, 4 переправы, 5 зенитных батарей, около 50 паровозов и железнодорожных вагонов.
Указом Президиума Верховного Совета СССР от 15 мая 1946 года за «образцовое выполнение боевых заданий командования на фронте борьбы с немецко-фашистскими захватчиками и проявленные при этом мужество и героизм» гвардии лейтенант Владимир Бижко был удостоен высокого звания Героя Советского Союза с вручением ордена Ленина и медали «Золотая Звезда» за номером 9004.
В 1946 году в звании майора Бижко был уволен в запас. В 1947 году окончил курсы пилотов гражданского флота СССР. Летал на «Ли-2», работал в Бугуруслане, Чите, Иркутске. С 1954 года проживал в Куйбышеве (ныне — Самара), работал руководителем полётов в аэропорту Курумоч, участвовал в работе по патриотическому воспитанию молодёжи.
Умер 3 июля 2006 года, похоронен на Городском кладбище Самары.

## Награды
Был также награждён двумя орденами Красного Знамени, орденом Александра Невского, двумя орденами Отечественной войны 1-й степени и одним — 2-й степени, а также рядом медалей.